# Lycium eenii
Lycium eenii är en potatisväxtart som beskrevs av Spencer Le Marchant Moore. Lycium eenii ingår i släktet bocktörnen, och familjen potatisväxter. Inga underarter finns listade i Catalogue of Life.